# Teratopora agramma
Teratopora agramma är en fjärilsart som beskrevs av George Francis Hampson 1914. Teratopora agramma ingår i släktet Teratopora och familjen björnspinnare. Inga underarter finns listade i Catalogue of Life.